# Hiallum rothschildi
Hiallum rothschildi är en kräftdjursart som beskrevs av Richardson1909. Hiallum rothschildi ingår i släktet Hiallum och familjen Eubelidae. Inga underarter finns listade i Catalogue of Life.